# Pallavolo Sumirago
La Pallavolo Sumirago è stata una società pallavolistica femminile di Sumirago, paese in provincia di Varese.

## Storia della società
Approdata per la prima volta in Serie A1 stagione 1992-93, sponsorizzata dall'Ecoclear, chiuse il campionato al decimo posto, garantendosi la permanenza nella massima serie per la stagione successiva. Al secondo anno Sumirago chiuse terza in regular season guadagnandosi l'accesso alla Coppa CEV; fu poi eliminata al primo turno dei play-off scudetto dalla Teodora Ravenna.
Nel 1994-95 la squadra chiuse al sesto posto l'A1 e, come nella stagione precedente, l'eliminazione nei play-off avvenne ancora al primo turno, per mano di Ravenna. L'annata si concluse però con la vittoria della Coppa CEV, ottenuta sconfiggendo in finale la squadra ucraina dell'Orbita Zaporozhije.
Nel 1995-96 Sumirago si qualificò per la terza volta ai play-off, perdendo nuovamente nei quarti contro la Foppapedretti Bergamo, poi vincitrice del titolo. Perso lo sponsor Ecoclear, a fine stagione la società rinunciò all'iscrizione alla massima serie per la stagione successiva, cedendo i diritti a Reggio Calabria e scomparendo dal panorama pallavolistico.